# Liste der Naturdenkmale in Schutz (Eifel)
Die Liste der Naturdenkmale in Schutz nennt die im Gemeindegebiet von Schutz ausgewiesenen Naturdenkmale (Stand 4. Juni 2024).

## Naturdenkmale
| Nr.         | Bezeichnung           | Lage                                            | Beschreibung                                                      | Bild                          |
| ----------- | --------------------- | ----------------------------------------------- | ----------------------------------------------------------------- | ----------------------------- |
| ND-7233-098 | Gipfel des Buerberges | nordwestlich des Ortes; Abteilung Buerberg Lage | Berggipfel mit Lavafelsen; flächenhaftes Naturdenkmal, ca. 0,4 ha | mehr Fotos \| Fotos hochladen |